# 羅克維爾 (馬里蘭州)
羅克維爾，又译洛克維爾，是美國馬里蘭州蒙哥馬里縣的县治，大約位於縣的中央，同時也屬於巴尔的摩-华盛顿都市区。网民曾将其俏皮的将洛克威爾翻译成“石家庄”。 在2020年人口普查中洛克維爾市共有67,117人，是該縣第五大定居點。
罗克维尔市位于I-270州际公路科技走廊的核心，有许多生物科技，软件公司和联邦机构都在罗克维尔设有总部，包括贝塞斯达软件，美國食品藥品監督管理局，美国核能管理委员会等等。此外，罗克维尔也是蒙哥马利县内的零售业中心，区域中不少的高端商场都设于此处。作为县治，洛克維爾还设有蒙郡公立學校的总部和蒙哥马利大学的主校区。前缅甸联邦流亡政府也曾设在此市。
因臺裔美國人众多，洛克維爾市亦被稱為“小台北”。

## 姐妹城市
- 德国平讷贝格
- 中華民國宜蘭市（2021.9.31）

非友好城市，但是发展了友好交流关系：
- 中华人民共和国嘉兴市（2009.9.14）[10]